# Антильские острова

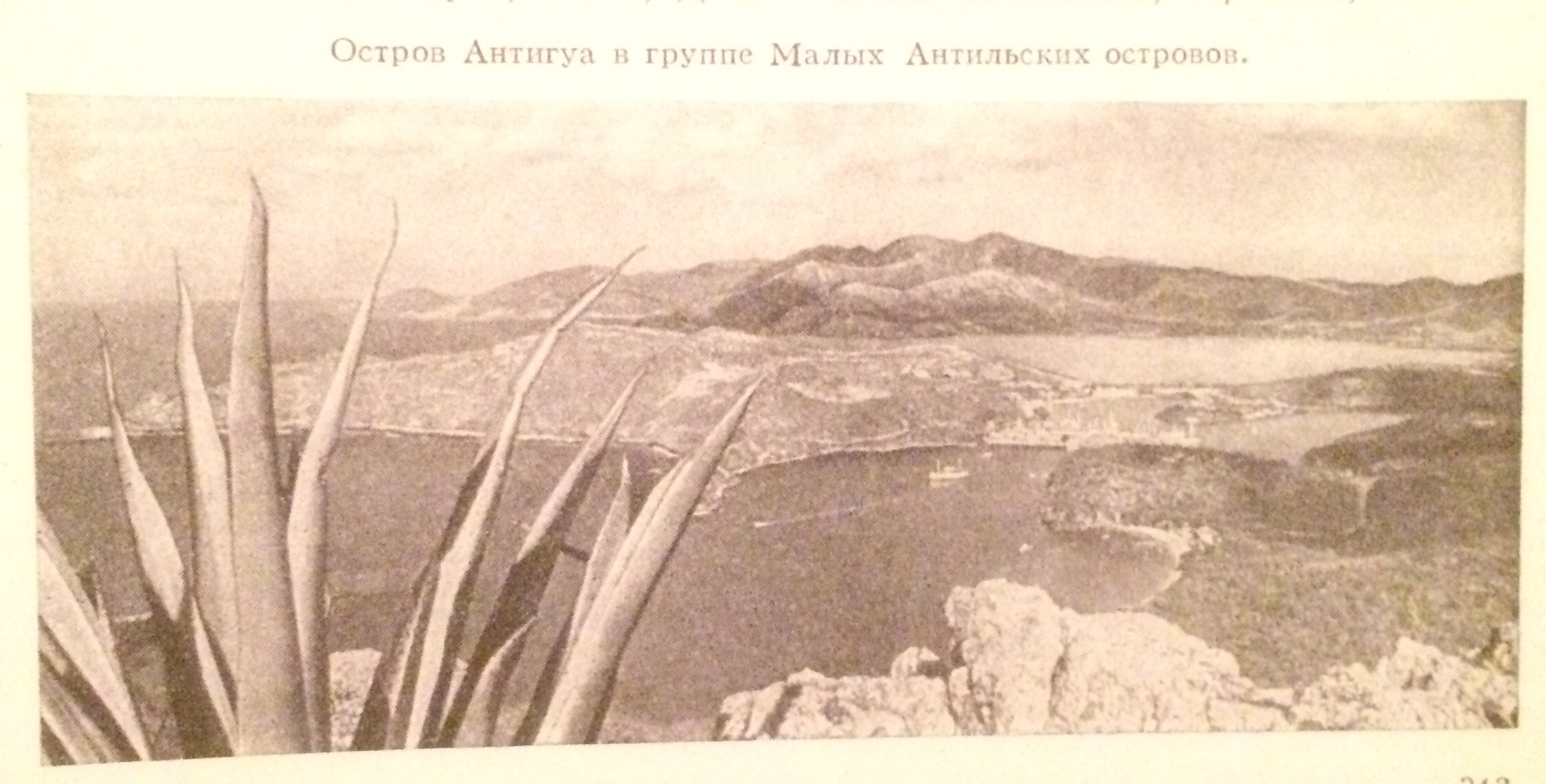
Остров Антигуа в группе Малых Антильских островов

Анти́льские острова́ (Антилы; также Карибы или Карибские острова) — острова в Карибском море и Мексиканском заливе, расположенные между Северной Америкой и Южной Америкой. Вместе взятые, образуют площадь в 228 662 км² с населением примерно 42 млн чел. (на начало XXI века).
Впервые название «Антильские» встречается в 1493 году у Петра Мартира д’Ангиера, современника Христофора Колумба, придворного Фердинанда Арагонского и Изабеллы Кастильской. Предположительно, были названы по полумифическому острову или архипелагу Антилия, изображавшемуся на средневековых картах.
Подразделяются на две главные группы: Большие Антильские и Малые Антильские острова:
К первым относятся 4 острова: Куба, Гаити, Ямайка и Пуэрто-Рико; из них первые два и последний (самый малый) образуют почти прямую линию, направленную западным углом Кубы к полуострову Юкатан.
Острова материкового и вулканического происхождения. Большая часть их поверхности гориста; равнинные участки главным образом на Кубе и на Юго-Восточном Гаити, а также на Виргинских и Подветренных островах. Горные образования Больших Антильских островов высотой до 3098 м (на острове Гаити) являются продолжением структур Центральной Америки. Климат тропический, пассатный, жаркий, преимущественно летне-влажный. Осадков 1200—2000 мм в год. Характерны сильные ураганы в конце лета. Естественная растительность — саванны, летне-зеленые и листопадно-вечнозелёные тропические леса и кустарники — сохранилась мало. На наветренных склонах гор уцелели вечнозелёные леса.
| Остров         | Площадь, км² | Население, чел. (2009) | Плотность населения, чел./км² | Страна                                      |
| -------------- | ------------ | ---------------------- | ----------------------------- | ------------------------------------------- |
| Куба           | 110 860      | 11 242 621             | 101,41                        | Куба                                        |
| Гаити          | 76 480       | 19 890 000             | 260,07                        | Доминиканская республика и Республика Гаити |
| Ямайка         | 10 991       | 2 735 520              | 248,89                        | Ямайка                                      |
| Острова Кайман | 264          | 54 878                 | 207,87                        | Острова Кайман (владение Великобритании)    |
| Пуэрто-Рико    | 9104         | 3 994 259              | 438,74                        | Пуэрто-Рико (США)                           |
| Всего          | 207 435      | 37 862 400             | 182,53                        |                                             |

Малые Антильские острова, числом около 50, лежат между 10° и 19° с. ш. и образуют дугу, начинающуюся от острова Тринидад и упирающуюся в восточный угол Пуэрто-Рико.
| Остров              | Площадь, км² | Население, тыс. чел. (2009) | Плотность населения, чел./км² | Страна                   |
| ------------------- | ------------ | --------------------------- | ----------------------------- | ------------------------ |
| Ангилья             | 96,0         | 14,436                      | 150,38                        | Великобритания           |
| Анегада (БВО)       | 38,0         | 0,200                       | 5,26                          | Великобритания           |
| Антигуа             | 281,0        | 67,000                      | 238,43                        | Антигуа и Барбуда        |
| Аруба               | 180,0        | 106,050                     | 589,17                        | Нидерланды               |
| Барбадос            | 430,0        | 284,589                     | 661,83                        | Барбадос                 |
| Барбуда             | 161,0        | 1,500                       | 9,32                          | Антигуа и Барбуда        |
| Бас-Тер             | 848,0        | 186,000                     | 219,34                        | Франция                  |
| Бекия               | 18,0         | 5,000                       | 277,78                        | Сент-Винсент и Гренадины |
| Бонайре             | 288,0        | 13,389                      | 46,49                         | Нидерланды               |
| Кануан              | 13,0         | 2,000                       | 153,85                        | Сент-Винсент и Гренадины |
| Вёрджин-Горда (БВО) | 21,0         | 1,100                       | 52,38                         | Великобритания           |
| Гранд-Тер           | 589,0        | 197,000                     | 334,47                        | Франция                  |
| Доминика            | 746,0        | 72,514                      | 97,20                         | Доминика                 |
| Гренада             | 310,0        | 80,000                      | 258,06                        | Гренада                  |
| Йост-ван-Дейк (БВО) | 8,0          | 0,260                       | 32,50                         | Великобритания           |
| Карриаку            | 34,0         | 6,000                       | 176,47                        | Гренада                  |
| Коче                | 61,0         | 8,242                       | 135,11                        | Венесуэла                |
| Кюрасао             | 444,0        | 142,180                     | 320,23                        | Нидерланды               |
| Ла-Дезирад          | 21,1         | 1,591                       | 75,40                         | Франция                  |
| Малый Мартиник      | 2,4          | 0,900                       | 375,00                        | Гренада                  |
| Маргарита           | 956,8        | 436,900                     | 456,63                        | Венесуэла                |
| Мари-Галант         | 158,0        | 13,470                      | 85,25                         | Франция                  |
| Мартиника           | 1128,0       | 397,730                     | 352,60                        | Франция                  |
| Меро (Мэйро)        | 4,0          | 0,300                       | 75,00                         | Сент-Винсент и Гренадины |
| Монтсеррат          | 102,0        | 6,409                       | 62,83                         | Великобритания           |
| Мюстик              | 5,7          | 0,500                       | 87,72                         | Сент-Винсент и Гренадины |
| Невис               | 93,0         | 11,500                      | 123,66                        | Сент-Китс и Невис        |
| Орчила              | 40,0         | 0,100                       | 2,50                          | Венесуэла                |
| Саба                | 13,0         | 1,737                       | 133,62                        | Нидерланды               |
| Санта-Крус (АВО)    | 213,0        | 53,234                      | 249,92                        | США                      |
| Сен-Бартелеми       | 21,0         | 8,255                       | 393,10                        | Франция                  |
| Сент-Винсент        | 346,0        | 117,000                     | 338,15                        | Сент-Винсент и Гренадины |
| Сент-Джон (АВО)     | 50,8         | 4,197                       | 82,62                         | США                      |
| Сент-Китс           | 169,0        | 39,000                      | 230,77                        | Сент-Китс и Невис        |
| Сент-Люсия          | 619,2        | 172,884                     | 279,21                        | Сент-Люсия               |
| Сен-Мартен          | 91,9         | 68,382                      | 744,09                        | Нидерланды/Франция       |
| Сент-Томас (АВО)    | 80,9         | 51,181                      | 632,65                        | США                      |
| Синт-Эстатиус       | 21,0         | 2,886                       | 137,43                        | Нидерланды               |
| Тобаго              | 300,0        | 54,084                      | 180,28                        | Тринидад и Тобаго        |
| Тортола (БВО)       | 55,7         | 14,000                      | 251,35                        | Великобритания           |
| Тринидад            | 4821,0       | 1250,000                    | 259,28                        | Тринидад и Тобаго        |
| Юнион               | 8,0          | 5,000                       | 625,00                        | Сент-Винсент и Гренадины |

## География и геология
В состав Карибских островных цепей входят островная дуга Больших Антил и Малоантильская островная дуга. Острова Большой Антильской дуги простираются практически широтно, а Малой Антильской дуги простираются субмеридионально и меридионально (долготно).
Малоантильская дуга протягивается с севера на юг от восточного края Больших Антильских островов до берегов Южной Америки на расстояние свыше 700 км (образуя в плане подкову, обращённую зацепной частью на восток, к Атлантике). Представляет собой вершины подводных возвышенностей, венчающих пологий подводный хребет, простирающийся в долготном направлении.
В строении Малоантильской островной дуги выделяются её северный участок, представляющий две цепочки небольших островов, с шириной между ними более 100 км. — севернее субархипелага Гваделупа и острова Доминика. Западная, внутренняя гряда носит название Вулканические Карибы. Внешняя, восточная гряда называется Известняковые Карибы.
Вулканизм внешней островной дуги угас около 10 миллионов лет назад после сдвига вулканической активности к западу, к современной внутренней островной дуге или Вулканическим Карибам, с постепенным разрушением вулканической складчатости внешней дуги и покрытием её кораллами и известняковыми отложениями (отсюда название). В Известняковые Карибы, помимо внешней дуги, включаются расположенные восточнее, но на той же карбонатной платформе Дезирад и Барбуда. По сравнению с Известняковыми Карибами (где максимальное поднятие — 424 м, остров Сен-Мартен), Вулканические Карибы выше (наибольшее превышение над уровнем моря — 1467 м, вулкан Суфриер в субархипелаге Гваделупа).
Южнее Доминики Малоантильская дуга сужается до 25-40 км, и в её строении участвует только западная, внутренняя цепочка островов — Вулканические Карибы.
Карибское море является типичным задуговым (тыловым) морем по отношению к Антильской островодужной системе. Со стороны океана в островодужную систему Большой и Малой Антильских дуг входит глубоководный жёлоб Пуэрто-Рико (8742 м). Он начинается у Флоридского пролива цепочкой депрессий, достигает острова Куба, далее следует вдоль о-вов Гаити и Пуэрто-Рико, а от острова Ямайка постепенно поворачивает к юго-востоку, суживается и выполаживается. Внутренний склон желоба на юго-востоке более широкий, осложнен серией параллельных невысоких подводных гряд, которые достигают конуса выноса реки Ориноко. Днище жёлоба плоское, лишь местами осложнено невысокими поднятиями в виде холмов.